# Irene Grandi

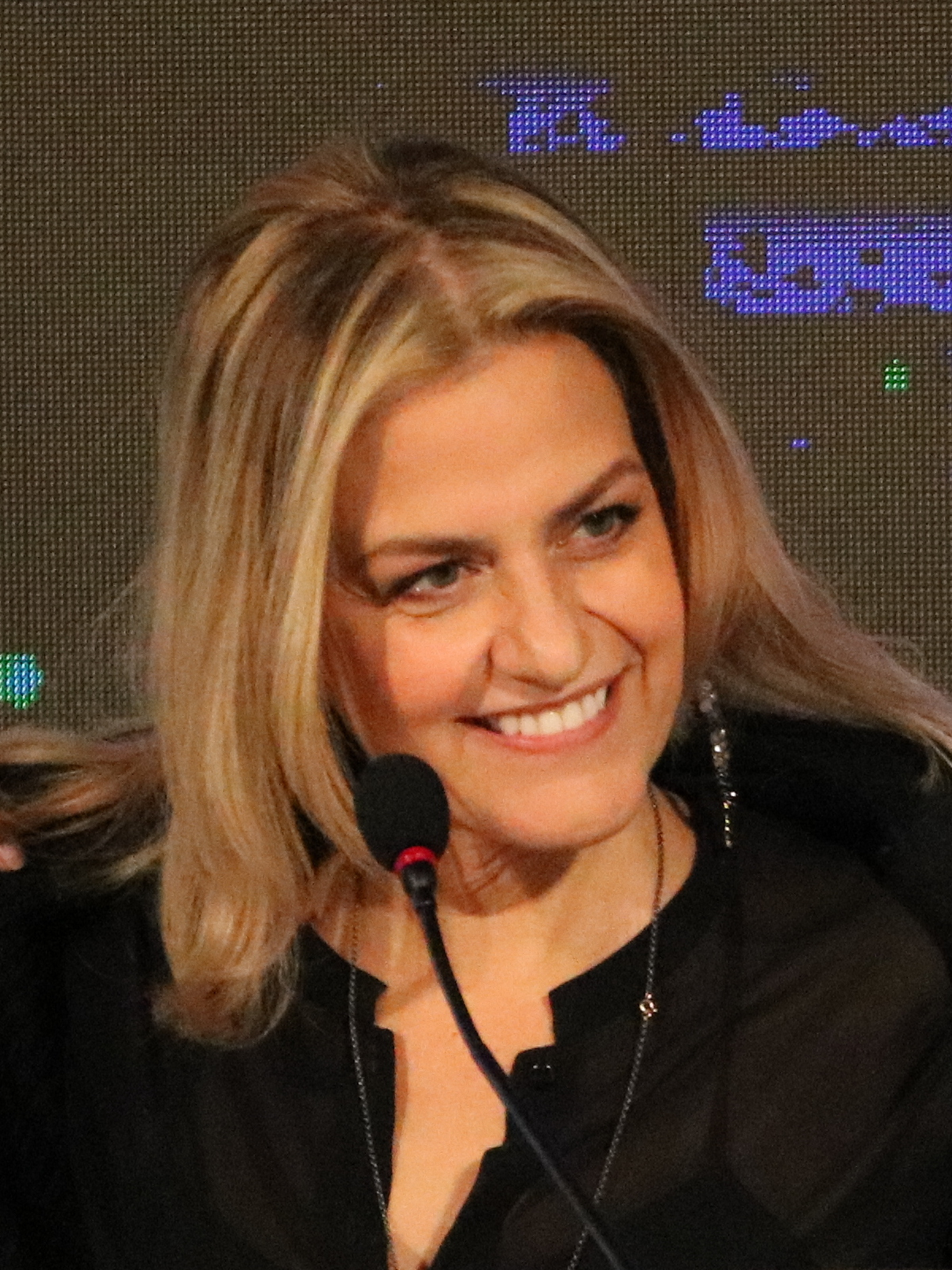
Irene Grandi (2020)

Irene Grandi (Florence, 6 december 1969) is een Italiaanse zangeres.
Ze debuteerde in 1994 op het Festival van San Remo met het nummer Fuori. Nadien behaalde ze de ene na de andere hit. In het jaar 2000 keerde ze met succes weer terug op het podium van San Remo en behaalde de tweede plaats met het door Vasco Rossi geschreven nummer La tua ragazza sempre.
In 2004 trad Grandi voor het eerst in de schijnwerpers als televisiepresentatrice van het populaire programma Festivalbar.

## Discografie
- 1994 - Irene Grandi
- 1994 - Irene Grandi (Duitse versie)
- 1995 - In vacanza da una vita
- 1997 - Per fortuna purtroppo
- 1998 - Irene Grandi (Spaanse versie)
- 1999 - Verde rosso e blu
- 2000 - Verde rosso e blu (Special San Remo 2000)
- 2001 - Irek
- 2002 - kose da Grandi (cd-rom)
- 2003 - Prima di partire
- 2004 - Irene Grandi live '03 (live-cd)
- 2005 - Indelebile
- 2005 - Irene Grandi LIVE (live-dvd)
- 2007 - IreneGrandi.HITS
- 2008 - Canzoni per Natale
- 2010 - Alle Porte Del Sogno
- 2012 - Irene Grandi e Stefano Bollani
- 2015 - Un vento senza nome
- 2018 - Lungoviaggio
- 2019 - Grandissimo
- 2020 - Grandissimo (San Remo-versie)
- 2020 - Lasciami andare (live-lp)